# پنیال
پنیال (به انگلیسی: Peñal) شهری در کشور ترینیداد و توباگو، استان پنیال دبه است که جمعیت آن در سرشماری سال ۲۰۰۵ میلادی ۱۲٫۸۰۲ نفر بوده‌است.